# Цвет поверхности Марса
Издали Марс выглядит рыжевато-красным из-за красной пыли, которая лежит на поверхности и поднимается ветрами в атмосферу. Отдельные участки поверхности могут иметь желтовато-коричневый цвет с примесью золотистого, бурого, рыжевато-коричневого и даже зеленого, в зависимости от цвета минералов. Уже в древности люди с лёгкостью отличали Марс по красной окраске от других планет, а также ассоциировали его с войной и слагали об этом всевозможные мифы. Египтяне называли Марс «Хар Дечер», что означало «красный». В Индии планета была известна под именами Ангарака или Лохитанга, оба названия подразумевали ярко-красный цвет, который можно было заметить невооруженным взглядом. Современные исследования показали, что не только поверхность имеет такой оттенок, но и небо планеты имеет свойство восприниматься глазом человека как красное.

## Причина интенсивности красного цвета
В настоящее время[когда?] ученые[кто?] полагают, что только верхний слой поверхности Марса — красный. Планета выглядит рыжевато-красной в основном из-за повсеместного слоя пыли (частицы размером от 3 до 45 мкм), толщина которого составляет всего несколько миллиметров.
Даже в таких местах, как, например, нагорье Фарсида, где слой красной пыли больше, чем в других районах планеты, его толщина все равно не превышает 2 м. Таким образом, красная пыль, по сути, является тончайшей оболочкой Марса и не распространяется на более глубокие слои марсианского грунта.
Марс выглядит красным вследствие оптических свойств наноразмерных частиц оксидов железа (npOx), которые преобладают в видимом участке спектра. Благодаря инфракрасным дистанционным датчикам спектрометра OMEGA автоматической межпланетной станции Европейского космического агентства Марс-экспресс удалось выяснить, что на планете существуют различные npOx минералы, однако в основном преобладает нанокристаллический красный гематит (α-Fe2O3), который распространяется на 100 мкм в глубину. Остальная доля частичек железа  в пыли (составляющая, возможно, около 50 % всей массы), может быть представлена магнетитом (Fe3O4), обогащённым титаном. Магнетит обычно черного цвета, поэтому он мало влияет на красный цвет почвы.
Массовая доля хлора и серы в марсианской пыли на самом деле выше, чем предполагалось до экспедиции Spirit and Opportunity Rovers, во время которой были взяты образцы почвы в кратере Гусева и на равнине Плато Меридиана. Сера хорошо взаимодействует с npOx. Это говорит о том, что незначительные изменения химического состава тонкого слоя солевого раствора, который находится в марсианской пыли и способствует образованию изморози из атмосферной воды, могут привести к образованию npOx. Кроме того, дистанционное изучение атмосферной пыли (которая по составу и размеру мало отличается от пыли, покрывающей поверхность планеты) указывает на то, что она в основном состоит из полевых шпатов подгруппы плагиоклаза, цеолита, а также небольшого количества пироксена и оливина. Подобный материал может легко образовываться в процессе механической эрозии базальта, который содержит в своем составе полевой шпат и имеет много общего с марсианской породой южной части планеты. В совокупности все собранные данные показали, что химические изменения состава марсианской пыли под воздействием воды очень незначительны.

## Возникновение Шпет[что?]в пыли
Во время некоторых процессов npOx способны окисляться без участия свободного кислорода O2, несколько подобных процессов происходят на Марсе, так как атмосферные изменения с течением геологического времени указывают на то, что свободный кислород O2 (появившийся в основном посредством фотодиссоциации H2O), возможно, всегда существовал на планете в виде микрокомпонента с парциальным давлением не более 0,1 мкПа. Один из таких процессов включает в себя прямую химическую реакцию Fe2+ (происходящую в магматических минералах), или реакцию Fe с H2O, в ходе которой получается Fe3+(aq), который благодаря определенным условиям, в свою очередь, ведет к образованию гидроксид-иона, например гётита (FeO•OH). Несмотря на то, что реакция с H2O плохо проходит с точки зрения термодинамики, она всё же возможна в ходе резкой потери побочного продукта H2. Растворённые CO2 и SO2 могут также способствовать реакции.
Однако для разложения Fe3+ метагидроксидов железа, например для разложения гётита в гематит, требуются высокие температуры (300 °C). Похожие процессы происходят при образование тефры, состоящей из палагонита, на верхушках склонов вулкана Мауна-Кеа, так как существуют некоторые спектральные и магнетические сходства с тефрой и марсианской пылью. Несмотря на то, что для подобных реакций необходимы кинетические условия, продолжительные засухи вместе с низким показателем содержания водорода на Марсе могут привести к превращению гётита в гематит.
Fe и Fe2+ могут также окисляться с помощью пероксида водорода (H2O2). Хотя пероксида водорода в атмосфере Марса очень мало, он гораздо более стойкий и сильный окислитель по сравнению с H2O.
Существуют подтверждения возможности образования гематита из магнетита в ходе эрозионных процессов. Эксперименты, проводимые в лаборатории по моделированию марсианских условий в Орхусском университете в Дании, показали, что если соединить смесь магнетитового и кварцевого песка в одной пробирке с частичками кварцевой пыли, то часть магнетита превратится в гематит и получившаяся смесь окрасится в красный цвет. Подобная реакция происходит потому, что химические связи кварца разрушаются, и при контакте с магнетитом атомы кислорода переходят из кварца в магнетит, формируя при этом гематит.
Более конкретно отмечается, что, как показали исследования, «на Марсе основным красителем служит минерал маггемит. Это красная магнитная окись железа, имеющая структуру магнитного минерала магнетита».

## Красное небо на Марсе
Цвет неба на Марсе может восприниматься человеческим глазом как красный. Данный факт был установлен благодаря снимкам,  полученным в ходе программ по изучению Марса Mars Pathfinder и Mars Exploration Rover. Частицы пыли на поверхности планеты поглощают солнечный свет, в чём и заключается основная причина того, что небо на Марсе может восприниматься как красное. Дополнительное влияние может также оказывать исходящее от частичек пыли фотонное излучение с длиной волны 3 мкм.